# Меццаго
Меццаго, Меццаґо (італ. Mezzago) — муніципалітет в Італії, у регіоні Ломбардія, провінція Монца і Бріанца.
Меццаго розташоване на відстані близько 490 км на північний захід від Рима, 27 км на північний схід від Мілана, 15 км на схід від Монци.
Населення — 4337 осіб (2014).
Щорічний фестиваль відбувається 15 серпня. Покровителька — Богородиця Небовзята.

## Демографія
Населення за роками:

Станом на 1 січня 2023 року в муніципалітеті офіційно проживало 448 іноземців з 43 країн, серед них 102 громадяни країн Євросоюзу та 18 громадян України.

## Сусідні муніципалітети
- Беллуско
- Бузнаго
- Корнате-д'Адда
- Сульб'яте